# Wladimir Alexandrowitsch Scharow

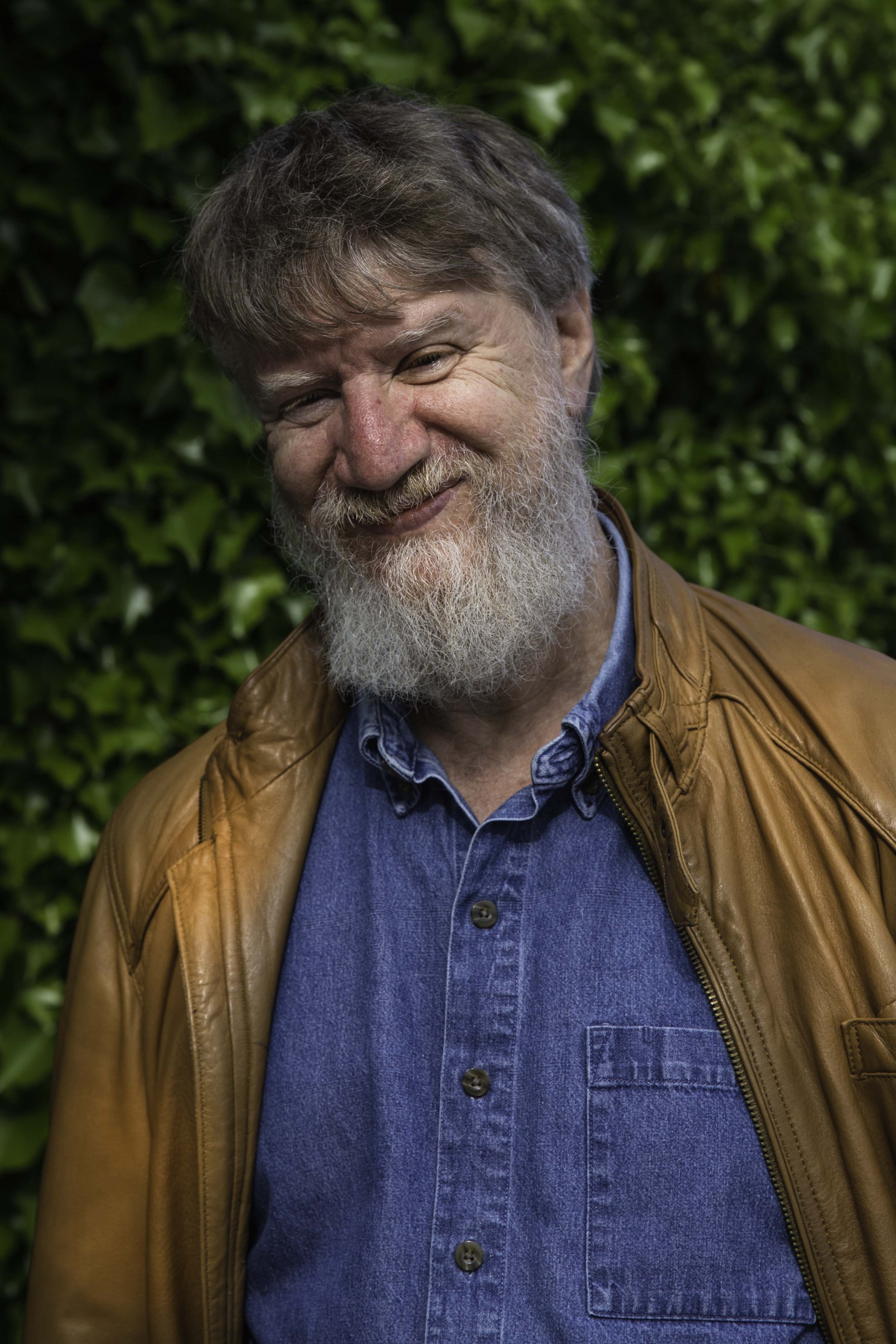
Wladimir Scharow in Lavigny, 2016

Wladimir Alexandrowitsch Scharow (russisch Владимир Александрович Шаров; * 7. April 1952 in Moskau; † 17. August 2018 ebenda) war ein russischer Schriftsteller.

## Leben
Wladimir Scharow wurde in Moskau 1952 geboren. Sein Vater war ein populärer Kinderbuchautor Alexander Scharow (1909–1984). Scharow besuchte die bekannte Moskauer Mathematikschule Nr. 2, dann absolvierte er das Geschichte-Studium an der Universität in Woronesch. Sein Spezialgebiet war die sogenannte Smuta oder „Zeit der Wirren“ Anfang des 17. Jahrhunderts in Russland. Nach dem Abschluss des Studiums arbeitete Scharow einige Jahre am All-Russischen Archiv-Forschungsinstitut VNIIDAD (All-Russian Archival Science and Records Management Research Institute), dann lebte er als freischaffender Autor in Moskau.
Seinen ersten von insgesamt neun Romanen veröffentlichte Wladimir Scharow 1991 unter dem Titel Auf den Spuren (След в след). Im Jahr 2014 erhielt der Schriftsteller für seinen Briefroman Rückkehr nach Ägypten (Возвращение в Египет) den mit 20.000 US-Dollar dotierten Russischen Booker-Preis. Darüber hinaus belegte der Roman beim russischen Literaturpreis Das große Buch den dritten Platz.
Wladimir Scharows Bücher sind in mehreren Sprachen (unter anderen ins Französische, Italienische und Englische) übersetzt worden. Die Romane wurden von den Kritikern hoch gelobt.

## Werke
Romane
- Auf den Spuren (Cлед в след, 1991)
- Die Repetitionen (Репетиции, 1992)
- Bevor und danach (До и во время, 1993)
- Wie sollte ich nicht mitleiden (Мне ли не пожалеть, 1995)
- Das alte Mädchen (Старая девочка, 1998)
- Die Auferstehung des Lazarus (Воскрешение Лазаря, 2002)
- Seid wie die Kinder (Будьте, как дети, 2008)
- Rückkehr nach Egypten (Возвращение в Египет, 2013)
- Reich des Agamemnon (Царство Агамемнона, 2018)

Essays
- Kreuzbestäubung (Перекрестное опыление, 2019)

English Translations
- Before and During, novel, Dedalus, 2015, tr. Oliver Ready. ISBN 978-1907650710
- The Rehearsals, novel, Dedalus, 2018, tr. Oliver Ready. ISBN 978-1910213148

## Auszeichnungen
- 2014 Russischer Booker-Preis für den besten Roman des Jahres: Rückkehr nach Ägypten.
- 2014 Bolschaja-Kniga-Preis(dritter Preis) in Russland für Rückkehr nach Ägypten.